# 王期古
王期古（？—？），字克淳，山西潞州衛左所（在長治縣）人，軍籍，明朝政治人物。

## 生平
嘉靖三十四年（1555年）乙卯科山西鄉試第三十三名舉人。嘉靖三十八年（1559年）中式己未科會試第二百十一名，三甲第九名進士。四十三年官彰德府同知，官至開封府知府。

## 家族
曾祖王綱，壽官；祖父王用，壽官；父王龍，儀賓。母夏津縣主。具慶下。